# Bistum Yokadouma
Das Bistum Yokadouma (lateinisch Dioecesis Yokadumana) ist eine in Kamerun gelegene römisch-katholische Diözese mit Sitz in Yokadouma.

## Geschichte
Das Bistum Yokadouma wurde am 20. Mai 1991 durch Papst Johannes Paul II. mit der Apostolischen Konstitution Quod Venerabiles aus Gebietsabtretungen des Bistums Bertoua errichtet und dem Erzbistum Yaoundé als Suffraganbistum unterstellt. Am 11. November 1994 wurde das Bistum Yokadouma dem Erzbistum Bertoua als Suffraganbistum unterstellt.

## Bischöfe von Yokadouma
- 1991–2017 Eugeniusz Juretzko OMI
- 2017–2021 Paul Lontsié-Keuné, dann Bischof von Bafoussam
- seit 2025 Justin Georges Ebengue